# 満川亀太郎
満川 亀太郎（みつかわ かめたろう、1888年1月18日 - 1936年5月12日）は、日本のジャーナリスト・アジア学者・思想家。大阪府出身。

## 経歴
早稲田大学を中退後、新聞記者を経て老壮会の世話人、さらに大川周明や北一輝らとともに猶存社を結成。猶存社解散後は安田共済事件まで行地社に所属するなど、アジア主義に立脚した国家改造運動をすすめた。拓殖大学教授。

## 交友関係
大川や北らをはじめとするアジア主義者や国家主義者、政界・官界・軍部だけではなく、社会主義者やデモクラットらとも幅広い親交を結んだ。大川と北とは、思想的に対極に位置するが、一時期、二人は行動を共にした。これは、二人の間を穏やかで世話好きな満川が二人の間を取り持ったから、と指摘するものもあるが、元々アジア主義的な点では共通している。

## 思想ならびに業績
- 1919年（大正八年）5月には、「何故に過激派を敵とする乎」と題する文章を発表し、ソ連政府を承認すべきことを訴えている。なお、大川周明はこれに賛意を示している（北は反ソ）[2]。
- 国立国会図書館憲政資料室は、満川の日記・原稿類や周辺人物からの書簡などをまとめた「満川亀太郎関係文書」を所蔵・公開している。

## 関連文献

### 著作
- 長谷川雄一編・解説『三国干渉以後』（『論創叢書』4）、論創社、2004年3月。ISBN 978-4-8460-0337-1
- クリストファー・W・A・スピルマン、長谷川雄一解説『奪われたるアジア－歴史的地域研究と思想的批評』、書肆心水、2007年4月。ISBN 978-4-902854-28-2
- 『ユダヤ禍の迷妄』、慧文社、2008年11月。ISBN 4863300069
- 長谷川雄一、クリストファー・W・A・スピルマン、福家崇洋編『満川亀太郎日記－大正八年〜昭和十一年』、論創社、2011年1月。ISBN 978-4-8460-0838-3
- 長谷川 雄一、クリストファー・W・A・スピルマン、今津敏晃編『満川亀太郎書簡集―北一輝・大川周明・西田税らの書簡』、論創社、2012年７月。ISBN 978-4846011512

### 伝記
- 拓殖大学創立百年史編纂室編『満川亀太郎－地域・地球事情の啓蒙者』上・下、拓殖大学、2001年9月。ISBN 4-9900685-5-6 / ISBN 4-9900685-6-4
- 福家崇洋『満川亀太郎－慷慨の志猶存す』、ミネルヴァ書房、2016年4月。ISBN　978-46230768-2-6